# 충정운수
충정운수(忠正運輸)는 1996년 10월 19일 설립된 서울특별시의 마을버스 회사이다. 사무소는 서대문구 독립문로8길 126 (충정로3가)에 있으나, 공간이 협소하여 차량 주차는 동명여자중학교 운동장을 이용하고 있다.

## 운행 노선
- ● 서대문02번(대) : 천연뜨란채아파트 ↔ 금화장오거리 ↔ 경기대학교 서울캠퍼스 → 미동초등학교 → 동아일보사 → 충정로역 → 아현성결교회 → 한우리독서운동본부 → 광염교회 → 경기대학교 사회교육원 → 인창고등학교 ↔ 광산부페 ↔ 서대문성당 ↔ 감리교신학대학교, 동명여자중학교 ↔ 영천시장입구 ↔ 천연동사무소 ↔ 독립문 ↔ 독립문삼호아파트, 이진아기념도서관 ↔ 독립문극동아파트 (구 서대문마을 11번)
- ● 서대문02번(소) : 천연뜨란채아파트 → 서대문구노인종합복지회관 → 영천시장입구 → 천연동사무소 → 독립문 → 우리은행 독립문지점 → 금화초등학교 → 서대문역 → 미동초등학교 → 경기대학교 서울캠퍼스 → 금화장오거리 → 천연뜨란채아파트 (구 서대문마을 11번)

## 회사 소개
금화산 고지대 지역을 운행하는 유일한 마을버스로서 천연뜨란채아파트 주민들과 경기대학교, 인창고등학교 학생들의 중요한 교통수단 역할을 하며 충정로역을 통해 지하철과의 연계교통수단 역할도 한다.

## 보유차량
이 회사의 주요 운행 차종은 뉴 카운티와 CRRC 중국중차 그린웨이 720과 그린시티로 구성되어 있다.